# 東祖谷古味
東祖谷古味（ひがしいやこみ）は、徳島県三好市の町名。郵便番号は778-0205。

## 地理
三好市の南部に位置。北は東祖谷阿佐、西は東祖谷樫尾、東から南にかけては高知県香美市とそれぞれ接する。天狗塚や綱附山などの山々が聳え、祖谷川の支流である谷道川が中央を流れる。

### 山岳
- 天狗塚
- 綱附山

### 河川
- 谷道川 - 祖谷川の支流。

## 歴史
- 2006年（平成18年）3月1日 - 三好郡東祖谷山村が三野町・池田町・山城町・井川町・西祖谷山村と合併して三好市が発足し、現在の町名となる。

## 世帯数と人口
2021年（令和3年）11月30日現在の世帯数と人口は以下の通りである。
| 町丁       | 世帯数 | 人口 |
| ---------- | ------ | ---- |
| 東祖谷古味 | 20世帯 | 21人 |

## 小・中学校の学区
市立小・中学校に通う場合、学区は以下の通りとなる。
| 番地 | 小学校               | 中学校               |
| ---- | -------------------- | -------------------- |
| 全域 | 三好市立東祖谷小学校 | 三好市立東祖谷中学校 |

## 施設
- 矢筈峠

## 交通

### 鉄道
- 最寄駅はJR土讃線の土佐岩原駅。